# Мортероне
Мортероне (італ. Morterone) — муніципалітет в Італії, у регіоні Ломбардія, провінція Лекко.
Мортероне розташоване на відстані близько 510 км на північний захід від Рима, 55 км на північний схід від Мілана, 7 км на північний схід від Лекко.
Населення — 38 осіб (2014).
Щорічний фестиваль відбувається 15 серпня. Покровитель — Assunzione di Maria.

## Демографія
Населення за роками:

Станом на 1 січня 2023 року в муніципалітеті офіційно проживав 1 іноземець (громадянин Румунії).

## Сусідні муніципалітети
- Баллабіо
- Брумано
- Кассіна-Вальсассіна
- Кремено
- Лекко
- Моджо
- Ведезета